# مايك غيلبرت
مايك غيلبرت (بالإنجليزية: Mike Gilbert)‏ هو لاعب اتحاد الرغبي نيوزلندي، ولد في 1 مارس 1911 في Rothesay ‏ في المملكة المتحدة، وتوفي في 13 فبراير 2002 في هوت العليا ‏ في نيوزيلندا.